# Malaysian Chinese Association
Malaysian Chinese Association (malajiska: Persatuan Cina Malaysia; kinesiska: 马来西亚华人公会) är ett högerorienterat konservativt politiskt parti i Malaysia som representerar den etniskt kinesiska befolkningen. Partiordförande sedan 2018 är Wee Ka Siong.

## Historia
MCA bildades den 27 februari 1949 av behovet av att hantera kineserna i Malaya innan hemresa, vilket främjades av britterna eftersom den kommunistiska revolten stöddes främst av kineser.
Ett centralt syfte för MCA vid starten var att hantera välbefinnandet för de kineser som internerades i de så kallade nya byar som skapats under Malayakrisen.
I valet 2004 fick partiet 15,5% av rösterna och 31 av de 219 platserna i det malaysiska parlamentet. I valet 2008 fick det 10,3% av rösterna, 15 av de 222 platserna, men i valet 2013 gick man kraftigt bakåt och erhöll endast sju parlamentsmandat. Samtidigt har partiet lidit svårt av interna stridigheter som skadat dess förtroende hos väljarna.

## Politisk plattform
Malaysian Chinese Association utgör tillsammans med det större United Malays National Organisation, som representerar etniska malajer, och det mindre Malaysian Indian Congress, som representerar landets indiska befolkning, kärnan av den konservativa, nationalistiska regeringskoalitionen Barisan Nasional.
Partiets inflytande hos landets etniskt kinesiska befolkning kan delvis förklaras genom dess kontroll över holdingbolaget Huaren Holdings som äger fem tidningar: The Star (Malaysias största tidning), Sin Chew Ji Poh (Den bäst säljande kinesiska tidningen) och de mindre kinesiska tidningarna China Press, Nanyang Siang Pau och Guang Ming.